# Villeneuve-les-Genêts
Villeneuve-les-Genêts település Franciaországban, Yonne megyében. Lakosainak száma 308 fő (2022. január 1.). Villeneuve-les-Genêts Champignelles, Ronchères, Saint-Fargeau, Saint-Privé és Tannerre-en-Puisaye községekkel határos.

## Népesség
A település népessége az elmúlt években az alábbi módon változott:
| Lakosok száma | 294  | 283  | 287  | 281  | 289  | 296  | 304  | 304  | 308  |
|               | 2013 | 2015 | 2016 | 2017 | 2018 | 2019 | 2020 | 2021 | 2022 |